# Mühlenrade
Mühlenrade ist eine Gemeinde im Kreis Herzogtum Lauenburg in Schleswig-Holstein.

## Geographie

### Geographische Lage
Das Gebiet der Gemeinde Mühlenrade liegt südlich vom Flusslauf der Bille und nordwestlich vom Wald Buchholz etwa zwölf Kilometer nördlich von Schwarzenbek. Es erstreckt sich im südöstlichen Teil des Naturraums Ostholsteinisches Hügel- und Seenland (Haupteinheit Nr. 702), dem südlichsten Abschnitt des Schleswig-Holsteinischen Hügellandes.

### Ortsteil
Das namenstiftende Dorf ist der einzige Wohnplatz im Gemeindegebiet.

### Nachbargemeinden
Die Gemeinde Mühlenrade liegt umschlossen von den Gebieten der Gemeinden:
| Hamfelde (Stormarn)  | Köthel (Stormarn), Köthel (Lauenburg)       |                           |
| Hamfelde (Lauenburg) | Kompassrose, die auf Nachbargemeinden zeigt |                           |
|                      | Basthorst                                   | Schretstaken, Fuhlenhagen |

## Geschichte
Das Dorf wurde im Jahr 1238 zum ersten Mal urkundlich erwähnt.
Seit 1962 gehört die Gemeinde zum Amt Schwarzenbek-Land.

## Politik

### Gemeindevertretung
Bei der Kommunalwahl 2023 errang die Aktive Freie Wählergemeinschaft Mühlenrade erneut alle sieben Sitze in der Gemeindevertretung. Die Wahlbeteiligung betrug 63,6 Prozent.

### Wappen
Blasonierung: „Von Grün und Blau durch einen Wellenbalken schräg geteilt. Oben eine silberne Felssteinbrücke, unten ein silbernes Mühlrad und ein silberner Karpfen.“

## Wirtschaft und Verkehr
Seit August 2015 befindet sich in Mühlenrade die Meierei der Bauerngemeinschaft Hamfelder Hof.
Die Gemeinde Mühlenrade wird im Individualverkehr erreicht auf der schleswig-holsteinischen Landesstraße 220. Sie führt von Trittau nach Berkenthin.